# الجامعة العراقية
الجامعة العراقية هي جامعة عراقية تقع في العاصمة بغداد. وهي إحدى مؤسسات وزارة التعليم العالي والبحث العلمي. ولقد تأسست سنة 1989م، وأول موقع لها كان في مبنى دار المعلمين في الأعظمية سابقا قرب مبنى المقبرة الملكية ثم توسعت مبانيها فيما بعد وتوزعت في عدة مناطق من بغداد.

## التأسيس

بشار عواد معروف مؤسس الجامعة وأول رؤسائها

تأسست الجامعة العراقية سنة 1989م، وكانت تسمى جامعة صدام للعلوم الإسلامية وكانت متخصصة لتدريس علوم الدين الاسلامي والآداب ثم تغير منهج التدريس في الجامعة بعد غزو العراق عام 2003 م، وسميت بالجامعة العراقية وأصبحت تدرس مختلف العلوم العلمية والإنسانية والتطبيقية من الطب والهندسة والاعلام والفنون والقانون والتربية وغيرها من العلوم ولقد كانت وما زالت قبلة انظار طلبة العلم والمعرفة في مختلف الاختصاصات وما زالت عملية تطوير الجامعة مستمرة لتأخذ دورها من بين جامعات العالم المتطورة الحديثة.

## سياسة الجامعة
تقبل الجامعة خريجي الدراسة الاعدادية للفرعين العلمي والأدبي، كما تمنح شهادتي الماجستير والدكتوراه في أقسام كلياتها كافة.
و كما تمليه سياسة الجامعة فقد تواصلت مع أخواتها من الجامعات العربية والإسلامية والعالمية، فعقدت جملة من الاتفاقيات ورسخت العلاقات الثقافية الجادة معها، فضلاً عن انضمامها إلى عضوية اتحاد الجامعات الإسلامية واتحاد الجامعات العربية.
تهدف الجامعة رفد المجتمع بكفاءات متخصصة في كافة المجالات العلمية والإنسانية وكذلك مواكبة التطور بأبحاث علمية تتناول التحديات المعاصرة لمواكبة التقدم

## الموقع
تجاور الجامعة (روضة المقبرة الملكية) وهي إحدى معالم البناء المتميزة في بغداد.
يتألف مبنى الجامعة من بعض المباني التراثية المصممة على الطراز العربي الإسلامي، إذ تزخر الجدران بالزخرفة الإسلامية والأقواس المعروفة المقترنة بالتراث البغدادي، وكذلك الابنية الحديثة ذات الطراز المعماري الحديث إذ تحوي الجامعة مجمع متكامل من مباني ذات تصاميم معاصرة مواكبة للتقدم الحضاري. وللجامعة مجمع آخر في سبع أبكار.

## كليات الجامعة
- كلية الطب.
- كلية طب الاسنان.
- كلية الهندسة.
- كلية القانون والعلوم السياسية.
- كلية الأعلام.
- كلية الأدارة والاقتصاد.
- كلية التربية.
- كلية العلوم الإسلامية.
- كلية الأداب.

## اقسام الجامعة
- القسم الهندسي.
- القسم المالي.
- القسم القانوني.
- قسم التخطيط والدراسات والمتابعة.
- قسم التدقيق.
- أمانة مجلس الجامعة
- الشؤون العلمية
- الشؤون الإدارية
- قسم الدراسات والتخطيط والمتابعة
- قسم التسجيل وشؤون الطلبة
- الدراسات العليا
- مركز البحوث والدراسات
- مركز التعليم المستمر
- ضمان الجودة والأداء الجامعي
- الاعلام والعلاقات
- لجنة التربية على حقوق الإنسان
- الاقسام الداخلية
- مركز الحاسبة والإنترنت
- الأمانة العامة للمكتبة المركزية: بدأ نشاطها في بناية صغير بشارع السعدون منذ سنة 1989 حتى سنة 2016 حين نُقلت إلى الأعظمية حتى سنة 2016 حين نُقلت إلى فرع الجامعة في سبع أبكار.[5]

## وصلات خارجية
- الموقع الألكتروني الرسمي للجامعة